# 701.
◄ | 7. stoljeće | 8. stoljeće | 9. stoljeće | ►
◄ | 670-ih | 680-ih | 690-ih | 700-ih | 710-ih | 720-ih | 730-ih | ►
◄◄ | ◄ | 698. | 699. | 700. | 701. | 702. | 703. | 704. | ► | ►►
Astronomija • Književnost • Kršćanstvo • Pravo • Promet

## Smrti
- 8. rujna – Sergije I., papa

## Vanjske poveznice
|  | Zajednički poslužitelj ima još gradiva o temi 701. |